# Kordyliera Nadbrzeżna (Chile)
Kordyliera Nadbrzeżna (hiszp. Cordillera de la Costa) – skrajnie zachodni, leżący w Chile nadmorski łańcuch Andów, o średniej wysokości około 2500 m n.p.m. Leży u wybrzeży Oceanu Spokojnego. Od strony lądu ograniczony podłużnymi obrzeżeniami: Atrato-San Juan i Doliną Środkowochilijską.
Na południe od cieśniny Chacao łańcuch ten jest częściowo zatopiony przez morze. Tworzy archipelagi przybrzeżnych wysp, np. Chonos oraz pojedyncze wyspy, np. Chiloé, Wellington, Santa Inés, Hornos.
Największym obszarem chronionym pasma jest Park Narodowy Chiloé. Mniejsze stanowią m.in. Park Narodowy Nahuelbuta, Park Narodowy Morro Moreno, Park Narodowy Las Palmas de Cocalán, Park Narodowy Alerce Costero i rezerwaty Los Ruiles i Los Queules.

## Geologia
Zbudowana jest głównie z prekambryjskich i mezozoicznych skał osadowych, z licznymi intruzjami skał magmowych, pociętych na szereg bloków. Największe wysokości Kordyliery Nadbrzeżnej występują w północnej i środkowej części Chile, najwyższym jest szczyt Cerro Vicuña Mackenna liczący 3114 m n.p.m.

## Geografia
Po wschodniej stronie Kordyliery Nadbrzeżnej rozciąga się dolina, na północy obejmująca pustynie i półpustynie, np. Pampa del Tamarugal, Atakama, na których znajdują się liczne solniska, jak Salar de Atacama. Ku południu Kordyliera obniża się i tworzy Dolinę Środkowochilijską. Dalej na południe, aż do południowego krańca kontynentu, dolina jest zalana i tworzy liczne zatoki, jak Ancud i Golfo Corcovado, cieśniny i fiordy.

## Środowisko przyrodnicze

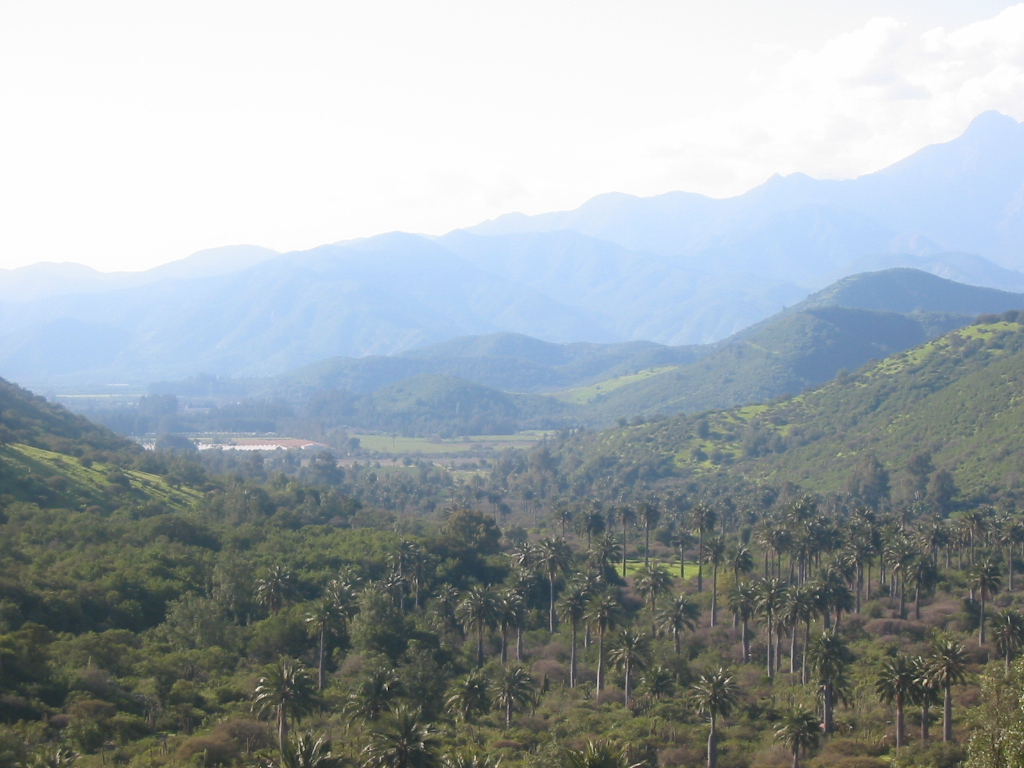
Palmy jubea (Jubaea chilensis) w Parku Narodowym La Campana

W południowo-centralnym Chile w Kordylierze panuje klimat umiarkowany wilgotny. Z powodu silnych wiatrów zachodnich i występowania frontu polarnego na obrzeżu występują opady do 5000-6000 mm rocznie. 
W Kordylierze Nadbrzeżnej wyróżnia się 4 główne typy lasów. Są to lasy liściaste maulino, lasy mieszane wiecznie zielone pasma Nahuelbuta, lasy waldiwijskie oraz lasy wiecznie zielone archipelagu Chiloé.
Lasy maulino często są zdominowane przez endemicznego dla Chile bukana Nothofagus glauca. Tylko w lasach tego typu występuje Nothofagus alessandrii. Ze ssaków występują m.in. Irenomys tarsalis, Geoxus valdivianus, Dromiciops gliroides. 
W lasach pasma Nahuelbuta występują endemicznie rośliny Haplopappus nahuelbutae i Mutisia araucana, zaś dominującymi gatunkami są Eucryphia cordifolia, Aextoxicon punctatum i Laureliopsis philippiana. 
W lesie waldiwijskim w granicach Kordyliery Nadbrzeżnej występują m.in. formacje Aextoxicon punctatum. Z hemiepifitów występujących w tych lasach wymienić można np. Luma apiculata, Gaultheria phyllireifolia, Gricelinia jodinifolia i Psedopanax laetevirens.

## Fauna
W lasach zdominowanych przez ficroję cyprysowatą (Fitzroya cupressoides) najliczniejszym odnotowanym w latach 1975-1976 rzędem bezkręgowców były skoczogonki (Collembola; 88% zebranych okazów). Drugim w kolejności rzędem były roztocza (Acari) w liczbie 7% zebranych okazów. Na wyższych wysokościach, gdzie występowały bagna z roślinami Donatia (Stylidiaceae), w roku 1975 występowały głównie równonogi (Isopoda) i krzyżakowate (Araneidae). Na niższych wysokościach licznie spotykano prostoskrzydłe (Orthoptera). W 1999 roku doniesiono o pierwszym odkryciu w lasach waldiwijskich ślimaka Macrocyclis peruvianus.
Wśród ptaków brak endemitów. Dawniej gryzoń Chelemys macronyx uważany był za endemicznego dla nadbrzeżnych lasów Kordyliery Nadbrzeżnej, jednak odkryto go także w La Picada. Wiadome jest, że z płazów bezogonowych w lasach waldiwijskich występują endemicznie Telmatobufo bullocki, Alsodes vanzolinii, Alsodes barrioi i Eusophus contulmoensis, zaś z gadów jaszczurka Liolaemus schroderi.